# 臺南捷運藍線
台南捷運藍線，計畫名稱為「台南先進運輸系統藍線」，是一條規畫中的台南捷運路線，最早於1990年提出，採跨坐式單軌系統建置，第一期路線行經台南市永康區、東區、仁德區等地區；行政院已於2018年12月28日正式核定可行性研究報告，並在2022年9月將綜合規劃報告書送審，現正辦理環境影響評估作業，並於2023年5月完成初審；同時辦理都更以及修定綜合規劃報告書。除此之外，遠期計畫台南捷運藍線將規畫延伸至佳里區與紫線、橘線銜接。

## 歷史
中華民國交通部自1989年著手展開台南都會區大眾捷運系統的規畫，由旗下的交通部運輸研究所與國立成功大學交通管理科學研究所合作進行台南都會區大眾捷運系統的規畫，並於隔年7月完成「台南都會區大眾捷運系統可行性研究」，研究結果認為台南都會區具有興建捷運的需求:摘要表:II。在這個過程中台南捷運藍線也首度被提出，並規畫有兩種路線方案:109~121，不過在經濟可行性的考量下，交通部選擇不含台南捷運藍線的路網方案一為最佳方案:189:247。
而為進一步加速台灣各地的捷運建設，1990年12月29日，行政院正式下達台79交39519號函令，指示辦理包括台南都會區在內的四個都會區大眾捷運系統的規畫作業，台南都會區大眾捷運系統的各項規畫與建設工作全面啟動。
其後的20年內，最初由住宅與都市發展局捷運工程處專責的台南捷運建設，在1999年中華民國實施精省政策後，於同年7月1日轉由交通部高速鐵路工程局負責。
根據台灣省政府的研究成果，交通部高速鐵路工程局將台南捷運藍線修改為一條長20.4公里、設15站，採全高架化形式分三期興建的捷運路線，並在其後委託國際亞新工程顧問公司辦理後續研究，然而在2002年10月1日行政院核復稱「本案路線應優先考量高鐵台南站與台鐵車站間最佳之銜接路線」後，交通部依此指示隨即將推動重心轉往台灣鐵路沙崙線的興建，不再主導台南捷運，而原先計畫的大眾捷運系統也暫緩推動:1-1。
在交通部不再主導台南都會區大眾捷運系統推動的情況下:1-2，將改起訖於台南市新化區、億載金城的台南捷運綠線設為台南捷運的第一順位推動路線，並將起於台南市安南區和順寮地區、迄於安平工業區的台南捷運藍線列為第三順位推動路線；然而台南捷運系統2010年進行後續送審時，因自償率過低，旋即遭到交通部退回，而台南直轄市首任市長賴清德上任後，也認為興建成本過高且路幅過於狹窄不易興建，正式終止台南都會區輕軌運輸系統計畫，此案不了了之。
在此之後，台南市政府另闢蹊徑推動「台南市捷運化公共運輸系統執行方案」，推行公車改造及興建轉運站等政策。在此背景下，基於服務各轉運站間的往來旅次，提升轉運站運作效能、滿足周邊地區需求，台南市政府再度委外辦理「台南市先進公共運輸系統可行性研究」:1。在研究中根據「均衡發展」、「運輸系統整合」、「滿足交通特性」及「連接嘉南高生活圈」等四大重點提出橫貫都心的台南捷運藍線等9條路線、3條延伸線:91，由採用跨座式單軌捷運系統:140形式興建的台南捷運藍線大橋大同段作為優先路網串接起大橋車站、大同路站及仁德轉運站，長8.6公里:108:209，設14站及1座仁德機廠:150~151:190，採全高架化形式興建:326，預算新台幣185.58億:249，預估於2021年動工、2025年通車:263。
目前，台南捷運藍線第一期主線之可行性研究報告已於2016年10月正式提報交通部審查。藍線與綠線共同納入前瞻基礎建設計畫:56~57，於2018年12月28日獲得行政院核定，接續辦理綜合規畫等工作；第一期主線設有11座車站及仁德機廠。第一期延伸線將設有15座車站及歸仁機廠。
將於2026年動工，2031年完工。

## 路線
台南捷運藍線以第一期主線（大橋大同段）為優先路段:108，起於大橋車站，迄於文化中心站及仁德轉運站，沿途主要行經線中華東路、中華路、東門路三段、中華路橋等路段:147，全長8.6公里:209，設11站及1座仁德機廠:150~151:190，預估於2026年動工、2030年通車。第一期延伸線規畫，起自仁德轉運站、經由仁德區、歸仁區，終點分別為關廟區關廟國中站及歸仁區沙崙綠能科學城站。車站15站，包含一座歸仁機廠，長14.8公里，2026獲得中央核定，2035年完工。此外，在藍線第一期延伸線之後的第二期延伸線（延伸至佳里）則將把路線長度自21.4公里延長為38.8公里:94。

### 車站
車站名稱參考2018年12月《臺南市先進運輸(大眾捷運)系統第一期藍線可行性研究報告(核定本)》。

| 路線                                                          | 路線 | 路線 | 路線 | 路線 | 路線 | 車站編號     | 車站名稱          | 車站名稱       | 交會路線                | 站體型式 | 所在地 | 所在地 |
| 路線                                                          | 路線 | 路線 | 路線 | 路線 | 路線 | 車站編號     | 中文              | 英文           | 交會路線                | 站體型式 | 所在地 | 所在地 |
| ------------------------------------------------------------- | ---- | ---- | ---- | ---- | ---- | ------------ | ----------------- | -------------- | ----------------------- | -------- | ------ | ------ |
| 藍線 除部分轉乘站之站名已確定外，其餘皆為暫定名稱，僅供參考。 |      |      |      |      |      |              |                   |                |                         |          |        |        |
| 第 一 期 藍 線 延 伸 線                                       |      |      |      |      |      | BH07         | 綠能科學城        |                |                         | 高架     | 臺南市 | 歸仁區 |
| 第 一 期 藍 線 延 伸 線                                       |      |      |      |      |      | BH06         | 高鐵臺南站        |                | 台灣高鐵 臺灣鐵路沙崙線 | 高架     | 臺南市 | 歸仁區 |
| 第 一 期 藍 線 延 伸 線                                       |      |      |      |      |      | BH05         | 沙崙國際學校      |                |                         | 高架     | 臺南市 | 歸仁區 |
| 第 一 期 藍 線 延 伸 線                                       |      |      |      |      |      | BH04         | 國家地震研究中心  |                |                         | 高架     | 臺南市 | 歸仁區 |
| 第 一 期 藍 線 延 伸 線                                       |      |      |      |      |      | BH03         | 凱旋路            |                |                         | 高架     | 臺南市 | 歸仁區 |
| 第 一 期 藍 線 延 伸 線                                       |      |      |      |      |      | BH02         | 歸仁六甲          |                |                         | 高架     | 臺南市 | 歸仁區 |
| 第 一 期 藍 線 延 伸 線                                       |      |      |      |      |      | BH01         | 歸南路            |                | 深綠線                  | 高架     | 臺南市 | 歸仁區 |
| 第 一 期 藍 線 延 伸 線                                       |      |      |      |      |      | BK08         | 關廟國中          |                |                         | 高架     | 臺南市 | 關廟區 |
| 第 一 期 藍 線 延 伸 線                                       |      |      |      |      |      | BK07         | 歸仁交流道        |                |                         | 高架     | 臺南市 | 歸仁區 |
| 第 一 期 藍 線 延 伸 線                                       |      |      |      |      |      | BK06         | 善化寺            |                |                         | 高架     | 臺南市 | 歸仁區 |
| 第 一 期 藍 線 延 伸 線                                       |      |      |      |      |      | BK05         | 歸仁圓環          |                |                         | 高架     | 臺南市 | 歸仁區 |
| 第 一 期 藍 線 延 伸 線                                       |      |      |      |      |      | BK04         | 南興里            |                |                         | 高架     | 臺南市 | 歸仁區 |
| 第 一 期 藍 線 延 伸 線                                       |      |      |      |      |      | BK03         | 義林路            |                |                         | 高架     | 臺南市 | 仁德區 |
| 第 一 期 藍 線 延 伸 線                                       |      |      |      |      |      | BK02         | 仁德區公所        |                |                         | 高架     | 臺南市 | 仁德區 |
| 第 一 期 藍 線 延 伸 線                                       |      |      |      |      |      | BK01         | 家樂福            |                |                         | 高架     | 臺南市 | 仁德區 |
| 第 一 期 藍 線                                                |      |      |      |      |      |              |                   |                |                         | 高架     | 臺南市 | 仁德區 |
|                                                               |      |      |      |      | B10  | 仁德轉運站   |                   |                |                         | 高架     | 臺南市 | 仁德區 |
|                                                               |      |      |      |      | B10  | 仁德轉運站   |                   |                |                         | 高架     | 臺南市 | 仁德區 |
|                                                               |      |      |      |      | B09  | 虎尾寮       |                   |                | 東區                    | 高架     | 臺南市 |        |
|                                                               |      |      |      |      | B08  | 文化中心     |                   | 紅線           | 東區                    | 高架     | 臺南市 |        |
|                                                               |      |      |      |      | B07  | 崇德路       | Chongde Road      |                | 東區                    | 高架     | 臺南市 |        |
|                                                               |      |      |      |      | B06  | 關帝廳       |                   |                | 東區                    | 高架     | 臺南市 |        |
|                                                               |      |      |      |      | B06  | 關帝廳       |                   |                | 東區                    | 高架     | 臺南市 |        |
|                                                               |      |      |      |      | B05  | 南紡購物中心 |                   |                | 東區                    | 高架     | 臺南市 |        |
|                                                               |      |      |      |      | B04  | 平實轉運站   |                   | 綠線           | 東區                    | 高架     | 臺南市 |        |
|                                                               |      |      |      |      | B03  | 中華二路     | Zhonghua 2nd Road |                | 永康區                  | 高架     | 臺南市 |        |
|                                                               |      |      |      |      | B02  | 中山南路     | Zhongshan S. Rd.  |                | 永康區                  | 高架     | 臺南市 |        |
|                                                               |      |      |      |      | B01  | 大橋         |                   | 臺灣鐵路縱貫線 | 永康區                  | 高架     | 臺南市 |        |

## 外部連結
- 台南市政府捷運工程處 （页面存档备份，存于）
- 台南市政府交通局 （页面存档备份，存于）
- 交通部運輸研究所 （页面存档备份，存于）
- 臺南捷運路線圖